# Timotheus Josephus Verschuur
Timotheus Josephus Verschuur (Utrecht, 18 maart 1886 – Politz, 17 april 1945) was een Nederlands journalist en politicus.
Verschuur was een katholieke minister in het derde kabinet-Ruijs de Beerenbrouck en het tweede kabinet-Colijn, die zijn zaken goed kende. Hij had soms de neiging collega's voor voldongen feiten te stellen. Hij was wijsgerig en goed classicus, die nog al eens strooide met Latijnse zegswijzen. Verschuur was aanvankelijk journalist bij 'De Maasbode' en daarna voorzitter van de Raad van Arbeid in Breda. Hij bracht belangrijke wetgeving tot stand, zoals de Winkelsluitingswet, de Landbouwcrisiswet en de Bedrijfsradenwet. Tijdens zijn bewind is de naam van zijn departement twee keer gewijzigd. Na zijn aftreden werd hij partijvoorzitter. Mr. Verschuur overleed in Duitse gevangenschap.
- Biografisch Portaal: 37440676
- International Standard Name Identifier: 0000 0003 9300 4184
- Nederlandse Thesaurus van Auteursnamen: 068106319
- Parlement.com: vg09llbysgzy
- Virtual International Authority File: 201494896
- WorldCat: E39PBJbxCBcmTWpw4qWyxGcHG3